# Эриба-Мардук
Эриба-Мардук (Erība-Marduk; букв. «Мардук приумножил») — царь Вавилонии приблизительно в 769—761 годах до н. э. из VIII Вавилонской династии.
Халдей из Страны Моря, захватил Вавилон и провозгласил себя там царём. На происхождение от Эриба-Мардука ссылается более поздний вавилонский царь Мардук-апла-иддин II.